# Nikos Pulandzàs
Nikos Pulandzàs (en grec: Νίκος Πουλαντζάς: Atenes, 21 de setembre de 1936 - París, 3 d'octubre de 1979) fou un sociòleg polític marxista grec-francès.

## Trajectòria
A la dècada de 1970, fou conegut, juntament amb Louis Althusser, com a referent del marxisme estructural i, encara que al principi fou un significat leninista, amb el temps va esdevenir un defensor de l'eurocomunisme. Conegut pel seu treball teòric sobre l'estat, també va oferir contribucions marxistes a l'anàlisi del feixisme, la classe social en el món contemporani, i el col·lapse de les dictadures al sud d'Europa a la dècada de 1970 (per exemple els règims de Franco a Espanya, Salazar a Portugal i Papadópulos a Grècia).
Pulandzàs estudià Dret a Grècia i emigrà a França on acabà el doctorat en Filosofia del Dret. Ensenyà sociologia a la Universitat París VIII Vincennes - Saint-Denis des de 1968 fins a la seva mort. Es casà amb la novel·lista francesa Annie Leclerc i tingueren una filla. Se suïcidà l'any 1979 saltant des de la finestra del pis d'un amic seu a París.